# Джамаа эль-Джазаир
Джамаа эль-Джазаир (араб. جامع الجزائر‎, дословно Мечеть Алжира, также Great Mosque of Algiers) —  мечеть в Алжире. Строительство началось в 2012 году после объявления правительством Алжира конкурса стоимостью 1 миллиард евро, который выиграла крупнейшая китайская строительная корпорация China State Construction Engineering. Закончено строительство в апреле 2019 года. 
Это третья по величине мечеть в мире после мечети аль-Харам в Мекке и Масджид ан-Набави в Медине, с молитвенным залом, вмещающим 35 000 молящихся, и комплексом зданий, включающим конференц-залы, библиотеки и другие объекты. Проект был разработан архитектурными бюро Drees & Sommer и KSP Jürgen Engel Architekten, а также инженерной консалтинговой компанией Krebs und Kiefer.
Архитектурный ансамбль занимает площадь 440 000 м² в бухте Алжира, земля выделена алжирским правительством. Жаркий и влажный климат, солёный воздух и потенциальные сильные ветры Алжира создали проблемы для обоих конструкторских бюро и инженеров. Фасад мечети почти полностью сформирован из натурального камня, который охватывает общую площадь 95 000 м², в строительстве применены материалы с высокой коррозионной стойкостью.
Архитектор Юрген Энгель работал в тесном сотрудничестве с исламскими учёными и архитекторами, чтобы здание соответствовало строгим требованиям дизайна мечети. Минарет высотою 265 метра стал самым высоким зданием в Африке. Он отделан современным стеклянным материалом вместо традиционного камня. Конструкции мечети и минарета рассчитаны на землетрясения магнитудой до 9,0.